# Imari-Porzellan
Imari-Porzellan (japanisch 伊万里焼, Imari-yaki, üblich: 有田焼, Arita-yaki) bezeichnet japanisches Porzellan aus der Gegend von Arita, das entsprechend der Klassifikation keramischer Massen der Gruppe Hartporzellan zugeordnet wird.

## Namensgebung
Der Namen dieses Porzellans geht auf den in der Nähe von Arita gelegenen kleinen Hafen Imari zurück, von dem aus die Waren nach Nagasaki zur Niederlassung der Niederländischen Ostindien-Kompanie gebracht wurden. Arita und Imari liegen auf dem Gebiet der heutigen Präfektur Saga im Norden der Insel Kyūshū.

## Farbgebung
Drei Farben dominieren in der Bemalung des traditionellen Imari-Porzellans, in Japan „Alt-Imari“ (ko-Imari) genannt: Kobaltblau, Rostrot mit einem Einschlag zu Safran sowie der weiße Grund. Das Ganze wird betont durch die Verwendung von Gold. Die Bemalung zeigt vornehmlich Blumenmuster, daneben Motive aus der Tierwelt und der Mineralien. Die Brokatwirkung fand an europäischen Höfen viele Liebhaber. Die japanischen Porzellanmaler zeigten viel Phantasie und Freiheit bei der Gestaltung der Motive. Sie verstanden es, die Fläche originell einzuteilen und wagten auch asymmetrische Kompositionen.

## Historische Entwicklung
Die Porzellanherstellung begann in Japan im Jahr 1616 in dieser Gegend auf der Insel Kyūshū. Gemäß der Überlieferung war es ein Koreaner namens Ri Sampei (koreanisch I Sam-pyeong), der während des Imjin-Krieges zusammen mit tausenden anderer koreanischer Künstler nach Japan verschleppt wurde, um ein in der Nähe gelegenes Kaolinlager am Fuße des Hügels Izumiyama auszubeuten. Durch seine Meisterschaft im Umgang mit Hochtemperaturöfen gelang es ihm, Kaolin bei einer Temperatur von 1400 °C zu schmelzen und somit Hartporzellan, ähnlich dem chinesischen Porzellan, herzustellen. Dies bedeutete das Ende eines Monopols, das mehr als sieben Jahrhunderte bestanden hatte.
Es war ein Dresdner, Zacharias Wagner, der dieses Porzellan für Europa entdeckte. Wagner hatte als Oberkaufmann der Niederländischen Ostindien-Kompanie (Verenigde Oostindische Compagnie) 1656 für ein Jahr die Leitung der Niederlassung Dejima in Nagasaki übernommen. Die chinesischen Porzellanexporte aus Jingdezhen (chinesisch 景徳鎮, japanisch Keitokuchin) waren infolge der im Süden noch andauernden Kämpfe zwischen Anhängern der 1644 zusammengebrochenen Ming-Dynastie und den Truppen der neuen Qing-Dynastie fast zum Erliegen gekommen. Deswegen suchte die Kompanie vom Nahen bis zum Fernen Osten nach alternativen Bezugsquellen. Wagner, der auf die hohe Qualität der in Arita gebrannten Porzellane aufmerksam geworden war, ließ sich einige Muster herstellen, die in Batavia begutachtet wurden. Bei seinem zweiten Turnus in Japan gab er 1659 die erste große Bestellung auf. Weitere Bestellungen folgten und stimulierten eine sprunghafte Ausweitung der Produktionskapazitäten wie auch eine Steigerung der Qualität. Auch nach dem Wiedererstarken der chinesischen Produktion wurden japanische Imari-Waren bis 1757 in großen Mengen nach Europa verschifft.
Die Niederländer und ihre Kunden übten einen starken Einfluss auf die Motive aus. Nach und nach bildete sich ein Stil heraus, der vor allem die Erwartungen der aristokratischen Kundschaft bediente, die Wert auf Prunk legte.
Mitte des 17. Jahrhunderts entwickelten sich in Arita gleichzeitig zwei weitere Stile: der Kakiemon- und der Iro-Nabeshima-Stil. Letzterer verdankt seinen Namen dem Fürstenhaus Nabeshima, auf dessen Territorium das Kaolinvorkommen und die Porzellanmanufakturen lagen. Die Nabeshima-Porzellane wurden ursprünglich nur für den Gebrauch des Herrscherhauses gebrannt. Der von Sakaida Kakiemon Anfang des 17. Jahrhunderts entwickelte Kakiemon-Stil wird von dessen Nachfahren bis zum heutigen Tag gepflegt. Er zeichnet sich durch eine außergewöhnlich feine Farbpalette (Persimonen-Orange, Gelb, Blau, Türkis etc.) und eine auf weißem Grund aufgetragene Ornamentik aus.
Wegen ihrer hohen Qualität wie auch des Preises wurden die Imari-Porzellane weithin kopiert. Zunächst von den Chinesen, nachdem sie gegen Ende des 17. Jahrhunderts ihre Produktion wieder in Schwung gebracht hatten. In diesem Fall spricht man gelegentlich auch vom „Chinesischen Imari“.
In Europa fanden die ersten Versuche auf Keramik statt, wie in Delft (Delfter Gold). Nach der Entdeckung der Herstellungstechnik von Porzellan durch Johann Friedrich Böttger erschienen japanische Motive dann auf den Produkten der Manufaktur Meißen. Es folgten die Manufaktur in Wien, französische Manufakturen in Bayeux, Isigny und zu Beginn des 19. Jahrhunderts Paris. Im 20. Jahrhundert kann sich auch Limoges dem Reiz der Imari-Porzellane nicht entziehen.
Aber es waren vor allem die Engländer, bei denen Imari-Motive gegen Ende des 18. Jahrhunderts intensiv rezipiert und entwickelt wurden, besonders in den Manufakturen von Staffordshire. Im folgenden Jahrhundert entstand eine Fülle von Motiven im Stile einer Tradition, die sich im engen Austausch zum gemeinsamen Formenschatz von Ost und West entwickelte.

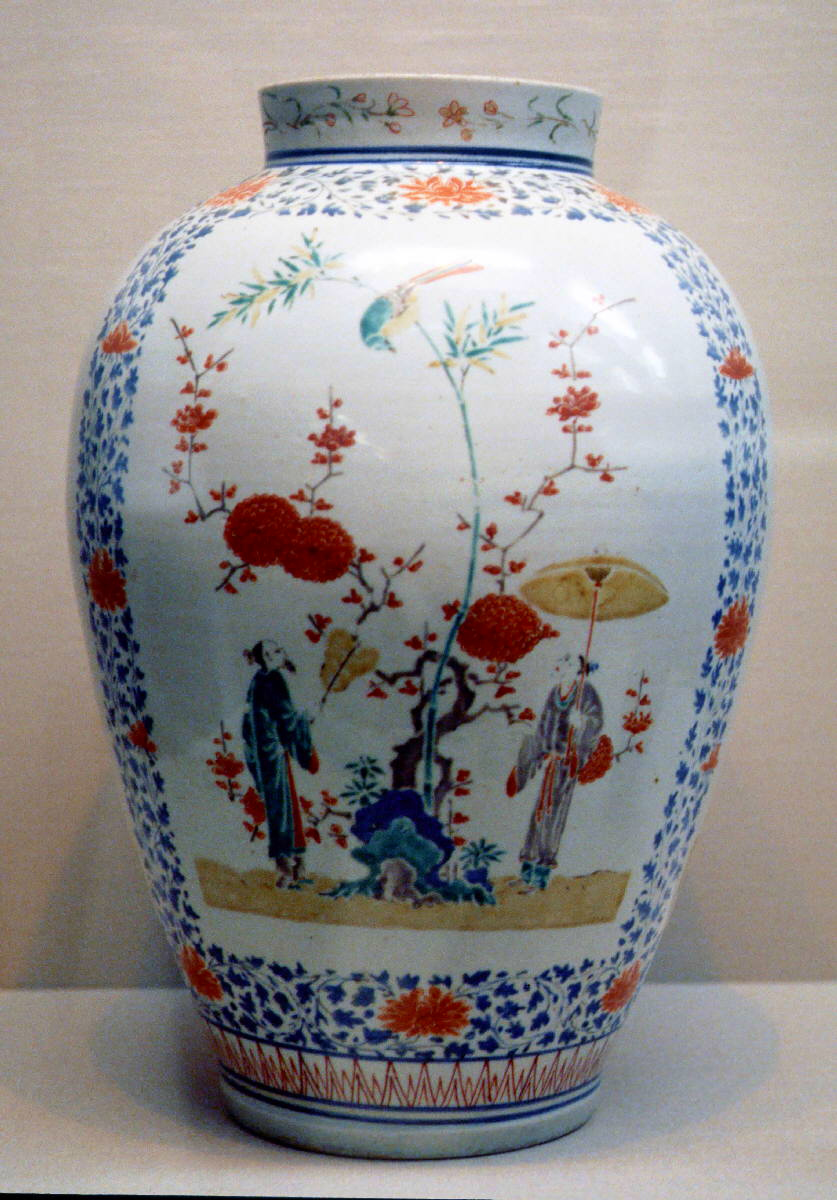
Kakiemon-Vase
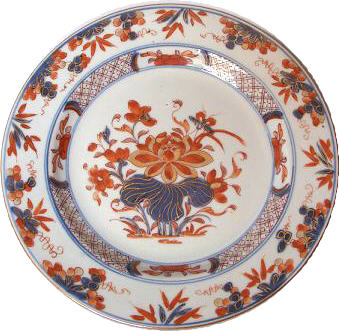
Chinesische Imari (Mitte 18. Jahrhundert)
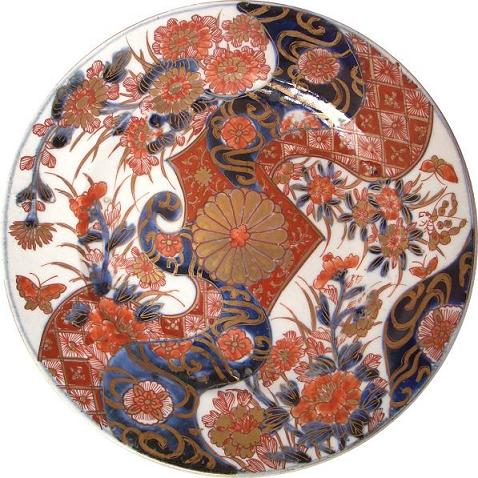
Arita, Japan (18. Jahrhundert)
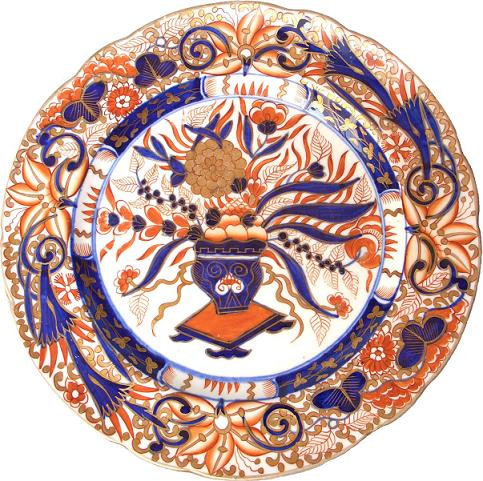
Englische Imari, Crown Derby (19. Jahrhundert)